# 아서 Q. 브라이언

아서 Q. 브라이언(Arthur Q. Bryan, 1899년 5월 8일 ~ 1959년 11월 18일)은 미국의 배우, 성우, 텔레비전 배우이다.
브루클린에서 태어났으며 할리우드에서 사망하였다. 사인은 심근 경색이다.

## 영화
- 벅스 버니의 3번째 영화 (1982년)
- 그레이트 아메리칸 체이스 (1979년)
- 부러진 창 (1954년)
- 쉬 우든트 세이 예스 (1945년)
- 벅스 버니 단편 - 코니 콘체르토 (1943년)
- 벅스 버니 단편 - 애니 본즈 투데이? (1942년)
- 벅스 버니 단편 - 프레쉬 헤어 (1942년)
- 벅스 버니 단편 - The Hare-Brained Hypnotist (1942년)
- 벅스 버니 단편 - 별난 토끼 (1942년)
- 벅스 버니 단편 - 만찬에 온 토끼 (1942년)
- 맨파워 (1941년)
- 벅스 버니 단편 - 토끼 트워블 (1941년)
- 데블 뱃 (1940년)
- 싱가폴 가는 길 (1940년)
- 브로드웨이 세레나데 (1939년)